# Dangogo
Dangogo is een dorp in het district Sipaliwini in Suriname. Het ligt aan weerszijden van de Pikin Rio, met aan de rechteroever Dangogo 1 en aan de linkeroever Dangogo 2. De Pikin Rio en de Gran Rio zijn de bovenlopen van de Boven-Surinamerivier.
In de nabijheid bevinden zich de airstrip van Djoemoe en een zendmast van het Surinaamse telefoniebedrijf Telesur.
In de tweede helft van de jaren 2010 werd in onder meer Dangogo een pilotproject gestart om de teelt van rijst in het gebied te verbeteren. De methode werd samen met de Stichting Ecosysteem 2000 ontwikkeld.

## Watervoorziening
Tijdens de overstromingen in Suriname van 2006 kregen de dorpen te maken met veel wateroverlast.
In 2007 werd met hulp van een vrijwilliger uit Zeeland (Nederland) een waterproject gestart. Het project was gericht op de voorziening van schoon drinkwater, om te voorkomen dat ouderen en kinderen ziektes oplopen van het drinken van verontreinigd water.
De watervoorziening was in 2025 opnieuw niet in orde, waardoor een nieuw bronwaterproject werd opgezet.

## Spaarsysteem
In 2012 werd in Dangogo een spaarcoöperatie opgericht dat eenzelfde spaarsysteem hanteert als in Nieuw-Aurora. Het geld kan geïnvesteerd worden in machines of productiemiddelen, maar bijvoorbeeld niet in huisraad.

## Preke Aboikoni
Begin jaren 1950 trad Agbago (Preke) Aboikoni aan als granman van de Saramaccaners. Hij was afkomstig uit Dangogo en na hem volgden meer Aboikoni's hem op in dit ambt, zij het niet altijd met eenstemmigheid.
Abenaston · Adawai · Akisiaman · Akwaukondre · Amakakondre · Asenbaso · Asidonhopo · Atjoni · Aurora · Begoeba · Begoon · Bekiokondre · Bendikwai · Bendiwata · Biudoematoe  · Bofokoele · Botopasi · Dan · Dangogo · Daume · Debikè · Deboo · Djemongo · Djoemoe · Duwatra · Foetoenakaba · Gingiston · Goddo · Godowatra · Goejaba · Gran Slee · Grantatai · Gunsi · Heikoenoenoe · Jawjaw · Kaajapati · Kajana · Kambaloea · Kampoe · Koonoo · Kuututen · Ladouanie · Lespansi · Ligorio · Malobi · Malroseekondre · Masiakriki · Moitori · Nazaleti · Nieuw-Aurora · Padalafanti · Pambo Oko · Pikin Slee · Pingpe · Pokigron · Saloebanga · Semoisi · Soolan · Stonhoekoe · Tjaikondre · Toemaripa · Toetoeboeka